# Athetis inquirenda
Athetis inquirenda är en fjärilsart som beskrevs av Embrik Strand 1922. Athetis inquirenda ingår i släktet Athetis och familjen nattflyn. Inga underarter finns listade i Catalogue of Life.